# Troinex
Troinex (toponimo francese) è un comune svizzero di 2 412 abitanti del Canton Ginevra.

## Storia
Il comune di Troinex è stato istituito nel 1817 per scorporo da quello di Veyrier.

## Monumenti e luoghi d'interesse
- Chiesa cattolica di Santa Maria Maddalena, eretta nel 1931 e ricostruita nel 1958-1959[1];
- Chiesa riformata, eretta nel 1958[1];
- Chiesa armena di San Giacobbe, eretta nel 1969[1].

## Società

### Evoluzione demografica
L'evoluzione demografica è riportata nella seguente tabella:
Abitanti censiti

## Geografia antropica
Le frazioni di Troinex sono:
- La Grand'Cour
- Marsillon
- Troinex-Dessous
- Troinex-Dessus
- Troinex-Ville

## Amministrazione
Ogni famiglia originaria del luogo fa parte del comune patriziale che ha la responsabilità della manutenzione di ogni bene comune.